# Gabriela Makowiecka
Gabriela Makowiecka (Zakopane, Polonia, 18 de febrero de 1906 – Madrid, 8 de abril de 2002), pionera de la eslavística española y del hispanismo polaco, escritora y profesora de la Universidad Complutense.

## Biografía
Nació en Zakopane, a los pies de los Tatras, en el sur de Polonia, el 18 de febrero de 1906, hija de Michalina Panczakiewicz y Ladislao Rudnicki. Cursó sus estudios universitarios en la Universidad Jaguelónica (UJ) de Cracovia y en la Sorbona de París. Se doctoró en Filosofía y Letras en la Universidad Complutense en 1962. Desde el año 1963 fue profesora de Lengua y Literatura Polacas en dicha Universidad. Dictó cursos monográficos para el doctorado y, tal como lo hizo constar José Camón Aznar, en su tiempo decano de la mencionada facultad, fue la primera profesora de la literatura eslava en la historia de la Universidad Española. Conocida en Madrid por sus numerosas conferencias, actos inaugurales de exposiciones, artículos que publicaba en revistas y enciclopedias sobre temas de su especialidad, fue también autora de una monografía dedicada al preceptista dieciochesco aragonés Ignacio de Luzán, “Ignacio de Luzán y su Poética”, centrada en el valor transcendental de la “Poética” para el entendimiento del siglo XVIII español.
Desarrolló una actividad parecida en Polonia, adonde se desplazaba anualmente, invitada por las universidades de Varsovia, Cracovia y Breslavia, impartiendo cursos de Literatura Española y publicando artículos dedicados a la divulgación de los valores culturales de España, entonces relativamente poco conocida en aquel país. Por esta labor fue condecorada con la Encomienda al Mérito Civil por el Ministerio de Asuntos Exteriores.
Colaboradora en distintas revistas, antologías y enciclopedias románicas, cuenta entre sus publicaciones con textos sobre Polonia en el romanticismo español, Los vestigios romanos en España, Vieja y nueva España en el siglo de la Ilustración, Sienkiewicz y España, El tema de Polonia en el romanticismo español, Un canónigo literato en la Segovia del siglo XVIII, Un aspecto del teatro actual en Polonia: Jerzy Grotowski y su versión de Calderón, Córdoba, patria de Séneca, Un sorprendente amigo polaco de don Francisco Giner de los Ríos, Pensamiento español en Polonia en el siglo XVI, La onomástica contemporánea española, España en la obra de Mickiewicz, La Novela Polaca Contemporánea… Teniendo en mente al lector polaco, siempre ávido e interesado en las noticias relacionadas con España, escribió el libro “Por los caminos hispano-polacos” en el que analizó los contactos políticos y culturales que tuvieron lugar entre las dos naciones desde Ibrahim ibn Ya'qub, comerciante de Córdoba, que en el siglo X viajó por la Europa Central hasta los principios del siglo XX, rememorando la presencia en Madrid de Marie Skłodowska Curie y de los creadores vanguardistas polacos, tales como Tadeusz Peiper.
En 1981, junto con su marido, Estanislao Makowiecki, ingeniero aeronáutico , escribió el libro “La Cultura Eslava”, precedido por el prólogo de Julio Caro Baroja. Juntos también tradujeron el libro de Jerzy Andrzejewski, “Helo aquí que viene saltando por las montañas”. En 1992, después de la muerte de su marido, escribió sus memorias “Volviendo a los tiempos españoles”  que fueron presentadas en el pabellón polaco de la  Exposición Universal de Sevilla 1992.

## Reconocimientos
En 2020, fue incluida dentro del proyecto “Mujeres Investigadoras en los Archivos Estatales (1900-1970)” para la descripción archivística y creación de un micrositio específico en el Portal de Archivos Españoles (PARES), desarrollado entre 2020-2023. Este proyecto ha sido impulsado por la Subdirección General de Archivos Estatales, con el objetivo visibilizar la labor de investigación realizada en España por las mujeres en el intervalo 1900-1970 partiendo de los registros documentales que se conservan en los Archivos de Gestión de los AAEE del Ministerio de Cultura (el Archivo Histórico Nacional, el Archivo de la Corona de Aragón, el Archivo General de Simancas, el Archivo General de Indias, el Archivo de la Real Chancillería de Valladolid, el Archivo General de la Administración y el Centro de Información Documental de Archivos).

## Algunas obras
- Zabytki rzymskie na Terenie Hiszpanii, Polska Akademia Nauk, MEANDER, rok XX, 11-12, PWN, Warszawa, 1965
- "Un canónigo literato en la Segovia del siglo XVIII", en Estudios Segovianos. Instituto Diego Colmenares. CSIC. Tomo XIX. Núm. 55. Segovia. 1967
- "Sienkiewicz i Hiszpania", Kwartalnik Neofilologiczny XV, Polska Akademia Nauk, 2/1968
- "Polska w romantyzmie hiszpańskim", Przegląd Humanistyczny nr. 6, 1969
- "Współczesna onomastyka hiszpańska: Enciclopedia Lingüística Hispánica", en Onomastica, Tom XIV, num. 1-2, s. 274-282, Komitet Językoznawstwa Polskiej Akademii Nauk, 1969
- Trad. de Gabriela M. y Estanislao Makowiecki de Jerzy Andrzejewski, Helo aquí que viene saltando por las montañas, MAdrid: lianza Editorial, 1969
- "Hiszpania u Mickiewicza", en Przegląd Humanistyczny 4, Warszawa, 1970
- Luzán y su poética, Barcelona: Ed. Planeta,, 1973
- "Un aspecto del teatro actual en Polonia: Jerzy Grotowski y su versión de Calderón", en Filología Moderna, CSIC, junio de 1975
- "La Novela Polaca Contemporánea", en Revista de la Universidad Complutense, Vol. XXIV, Madrid, 1975.
- "Pensamiento español en Polonia en el siglo XVI", en Anuario de la Sociedad Española de Literatura General y Comparada. Madrid: Cátedra. Vol. 1, 1978
- Con Estanislao Makowiecki, La Cultura Eslava, Madrid: Editora Nacional, 1981
- Po drogach polsko-hiszpańskich, Kraków: Wyd. Literackie, 1984
- "Un sorprendente amigo polaco de don Francisco Giner de los Ríos", en B.I.L.E., múm. 3, diciembre de 1987
- Wracając do lat hiszpańskich, Warszawa: Wyd. „WarSawa”, 1992